# Auguste Nicolas

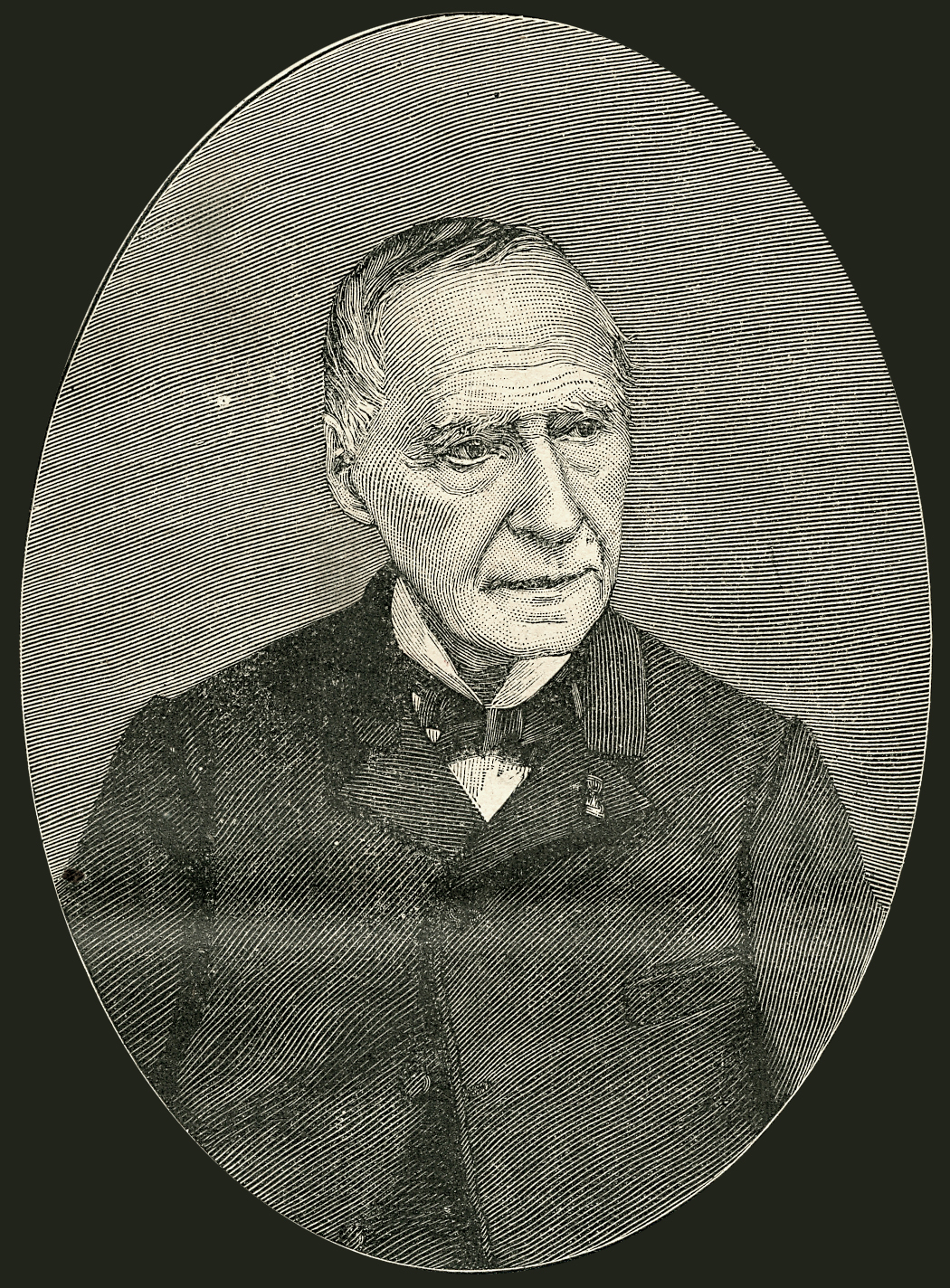
Auguste Nicolas

Jean-Jacques-Auguste Nicolas, también conocido en español como Augusto Nicolas (Burdeos, 6 de enero de 1807-Versalles, 18 de enero de 1888), fue un apologista católico francés. Desempeñó un papel importante en el movimiento iniciado por diversos intelectuales franceses en defensa del cristianismo durante el Segundo Imperio francés.

## Biografía
Tras cursar la carrera de derecho en su ciudad natal, ejerció de abogado y entre 1841 y 1849 fue juez de paz en Burdeos. En 1842 empezó su carrera literaria y sus libros le valieron pronto una buena reputación en los círculos católicos.
En 1849 Alfred de Falloux, ministro de Educación y Cultos de Louis Napoleón Bonaparte (futuro Napoleón III), lo nombró jefe de la división de intereses diocesanos y la administración temporal de las circunscripciones eclesiásticas. Dejaría el cargo en 1854 para trabajar como Inspector de Bibliotecas de Francia. Apoyó, con su presencia el 4 de abril de 1856, la fundación por parte de Augustin Louis Cauchy y Charles Lenormant de la Obra de las Escuelas de Oriente, de cuyo primer Consejo General del 25 de abril del mismo año. En 1860 fue nombrado juez del Tribunal del Sena y después consejero de la Corte de Apelaciones de París.

### Obra
Auguste Nicolas compartía muchas de las ideas de los espiritualistas cristianos de su época. Consideraba la idea del infinito como anterior, en el espíritu, a la del finito. Se le ha vinculado con la escuela tradicionalista. 
Sus Estudios filosóficos sobre el cristianismo (1843) ejercieron, junto con las Conferencias de Notre Dame, una influencia poderosa en los primeros días del Segundo Imperio francés. Ambas han sido comparadas con El genio del cristianismo de Chateaubriand, aunque las circunstancias y el carácter fuesen un tanto diferentes. Con Estudios filosóficos sobre el cristianismo, que fue traducido a varias lenguas, Nicolas lograría disipar muchas preocupaciones contra la fe.
Auguste Nicolas contribuyó en gran parte al progreso intelectual en las clases ilustradas de su época. Después de publicar en 1843 sus Estudios, de los que en vida del autor se hicieron 28 ediciones, publicó otras obras de carácter religioso, como La Divinidad de Jesucristo (1864), Arte de creer o Preparación filosófica a la fe cristiana (1867) o La Virgen María y el plan divino (1856); y de carácter político, como Del protestantismo y de todas las herejías en su relación con el socialismo (1852), El Estado sin Dios (1872), La Revolución y el orden cristiano (1873), y Roma y el Pontificado (1883), con las que se propuso aplicar a la sociedad los principios cristianos y deducir una demostración práctica de la divinidad y necesidades de la Iglesia.
El P. Fontaine, otro apologista católico francés, calificó a Nicolas como un «gran convertidor de almas».

## Selección de obras traducidas al español
- Estudios filosóficos sobre el cristianismo. Tomos I y II (1851)
- Estudios filosóficos sobre el cristianismo. Tomos III y IV (1851)
- Del protestantismo y de todas las herejías en su relación con el socialismo (1853)
- El Arte de creer o Preparación filosófica a la fe cristiana (1867)
- La Vírgen Maria y el plan divino (1867)
- La divinidad de Nuestro Señor Jesucristo (1868)
- El Estado sin Dios (1872)